# 瓦特龙维尔
瓦特龙维尔（法語：Watronville）是法国默兹省的一个市镇，位于该省中东部，属于凡尔登区。该市镇总面积6.39平方公里，2009年时的人口为106人。

## 人口
瓦特龙维尔人口变化图示